# Ervenice
Ervenice (Servisch cyrillisch Ервенице) is een plaats in de Servische gemeente Tutin. De plaats telt 57 inwoners (2002).